# 家园：卡拉克沙漠
《家园：卡拉克沙漠》是由Blackbird Interactive开发， Gearbox Software发行的一款即時戰略类游戏。发行时间为2016年1月20日。
它是1999年发行的太空即時戰略游戏《家园》的前传。

## 剧情
游戏设定在《家园》故事的100年前，被流放在沙漠星球卡拉克（Kharak）上的库申人（希格拉人）的卫星探测到了在巨大沙漠中的异常信号，随后的探测发现那些信号是祖先坠毁的太空舰船。一只隶属北方氏族聯盟（Coalition of the Northern Kiithid）的探险队被送往敌对境内进行调查。这支探险队的首席科学官是雷切尔·斯杰特（Rachel S'jet），她是《家园》主角卡伦·斯杰特（Karan S'jet）的祖先。。

## 开发
Gearbox Software在2013年THQ破产拍卖中购得了《家园》系列的知识产权。之后他们宣布推出《家园》、《家园2》的重制版，并于2015年2月在Steam上出售。
Gearbox Software在获得了《家园》系列的版权之后，授权由原《家园》系列工作室员工在2007年组成的开发团队Blackbird Interactive使用《家园》系列的知识产权。
随后Blackbird Interactive宣布开发中的地面即時戰略游戏《硬件：破舰者》（Hardware: Shipbreakers）重命名为《家园：破舰者》(Homeworld: Shipbreakers)，并且宣布其为《家园》的前传。
在2015年12月16日，游戏被官方命名为《家园：卡拉克沙漠》（Homeworld: Deserts of Kharak）并在Steam上预售。

## 評價
大致上來說，這款遊戲得到了還算不錯的評價，Metacritic 分數來到了 80 分。大部分的遊戲評論網站認為這款遊戲雖然是平面的 RTS，但依然很好的保留了原本萬艦齊發的氛圍，且在美術跟戰鬥上都取得了不錯的成果。然而也有一部分的評論認為遊戲中所有的地圖都是沙漠讓遊戲過程感到疲乏，以及過場動畫不夠深入，無法像之前的作品那樣深入人心。

## 外部連結
- 官方网站